# فسح (الرستاق)
فسح منطقة سكنية تقع في ولاية الرستاق، التابعة لمحافظة جنوب الباطنة في سلطنة عمان. يقدر عدد سكانها بـ 1236 نسمة حسب إحصاء عام 2010 التابع للمركز الوطني للإحصاء والمعلومات الحكومي. رمز المنطقة هو 70130153.

## الوصلات الخارجية
- المركز الوطني للإحصاء والمعلومات، سلطنة عمان